# Автошлях Т 0603
Автошля́х Т 0603 — автомобільний шлях територіального значення у Житомирському районі Житомирської області. Пролягає від перетину з М21 через Хорошів — Пулини — до перетину з М06. Загальна довжина — 37,7 км.

## Маршрут
Автошлях проходить через такі населені пункти:
| Автошлях Т 0603     |        |
| Житомирська область |        |
|                     | М21    |
| Кропивенка          |        |
| Рижани              |        |
| Волянщина           |        |
| Хорошів             |        |
| Дворище             |        |
| Давидівка           |        |
| Скоболів            |        |
| Пулини              | Т 0605 |
| Ягодинка            |        |
|                     | E40М06 |